# Мобільна реклама
Мобі́льна рекла́ма — інформування споживачів про продукт чи послугу та заохочення до їх покупки через мобільний телефон. Мобільна реклама є частиною ширшого поняття — мобільний маркетинг. Мобільна реклама на сьогодні це здебільшого графічні банери та посилання на сайтах в мобільному інтернеті. Такі сайти переглядаються з мобільного телефону (також відомі як WAP-сайти). Натиснувши на посилання мобільний абонент переходить на мобільний сайт рекламодавця, де читає інформацію про продукт чи послугу.
Згідно з даними дослідження, проведеного у вересні 2008 року Київським Міжнародним Інститутом Соціології майже 20 % українських абонентів мобільного зв'язку переглядають інтернет-сайти через мобільний телефон. При цьому чоловіків більш всього цікавлять новини і розваги, а жінок — спілкування і розваги.
Дослідження серед мешканців міст України віком 18–45 років. Всього було опитано 700 респондентів. Така вибірка, на думку експертів, є репрезентативною для даної вікової категорії, а допустима похибка даних не перевищує 3,3 %.
Близько 90 % опитаних (90,2 % чоловіків і 89,9 % жінок) заявили, що користуються мобільним телефоном. З них 26 % чоловіків і 13 % жінок переглядають вебсайти через мобільний телефон. При чому, найактивнішими є користувачі віком 18–25 років — їх 38,6 %. Досить активними користувачами мобільного інтернету виявилися люди з вищою освітою — 23,3 %. Серед регіонів з невеликим відривом лідирують Південь і Захід України.
Про свою готовність брати участь в акціях і розіграшах через мобільний інтернет заявило більшість респондентів з неповною середньою або середньою спеціальною освітою з Південного і Східного регіонів.
При кількості користувачів в мобільному інтернеті у 7 млн (стільки ж скільки і в українському ПК інтернеті), ринок мобільної реклами вартий всього до 200 тис. доларів США (у порівнянні із обсягом українського ринку ПК-інтернет реклами у 18 млн доларів США). Таким чином, за оцінкою експертів  у наступні кілька років ринок мобільної реклами України буде стрімко зростати.